# Metropolia di Perm'

Localizzazione del territorio di Perm'.

La metropolia di Perm' (in russo Пермская митрополия?) è una delle province ecclesiastiche che costituiscono la Chiesa ortodossa russa.
Istituita dal Santo Sinodo il 19 marzo 2014, comprende l'intero territorio di Perm' nel circondario federale del Volga.
È costituita da 3 eparchie:
- Eparchia di Perm'
- Eparchia di Kudymkar
- Eparchia di Solikamsk

Sede della metropolia è la città di Perm', il cui eparca ha il titolo di "Metropolita di Perm' e Kungur".